# Siresa
Siresa (Ciresa en aragonès) és una localitat pertanyent al municipi de la Vall de Echo, a la Jacetania, província d'Osca, Aragó. Es troba a peu dels Pirineus, en la línia fronterera amb França. En 1842, Siresa tenia 148 habitants. És conegut de Siresa el Monestir de San Pedro de Siresa, del segle xii, i Anselmo Blaser, militar i polític del segle xix.

## Història
A la primavera del 833, Galindo i Aznárez va entrar a la Vall de Hecho, al qual pertany Siresa, assentant-hi el seu poder, en aquests moments derivat de la seva submissió a la cort dels carolingis. L'entrada va ser efectuada per una antiga calçada romana que recorria la vall, entrant des de l'actual Bearn pel Puerto de Palo per finalitzar a Saragossa.
Abans de la seva arribada, la població de la vall estava composta bàsicament per població dedicada a l'agricultura i la ramaderia i cristianitzada alguns segles enrere. El 25 de novembre del 833 es va produir l'acte més important en la història de Siresa: la donació de la finca de Siresa per part de Galindo I Aznárez per a la fundació en ella d'un nou monestir, el Monestir de Sant Pedro de Siresa.